# انک‌هایزن
انک‌هایزن (به هلندی: Enkhuizen) یک منطقهٔ مسکونی در هلند است که در هلند شمالی واقع شده‌است. انک‌هایزن ۳ متر بالاتر از سطح دریا واقع شده‌است.

## نگارخانه

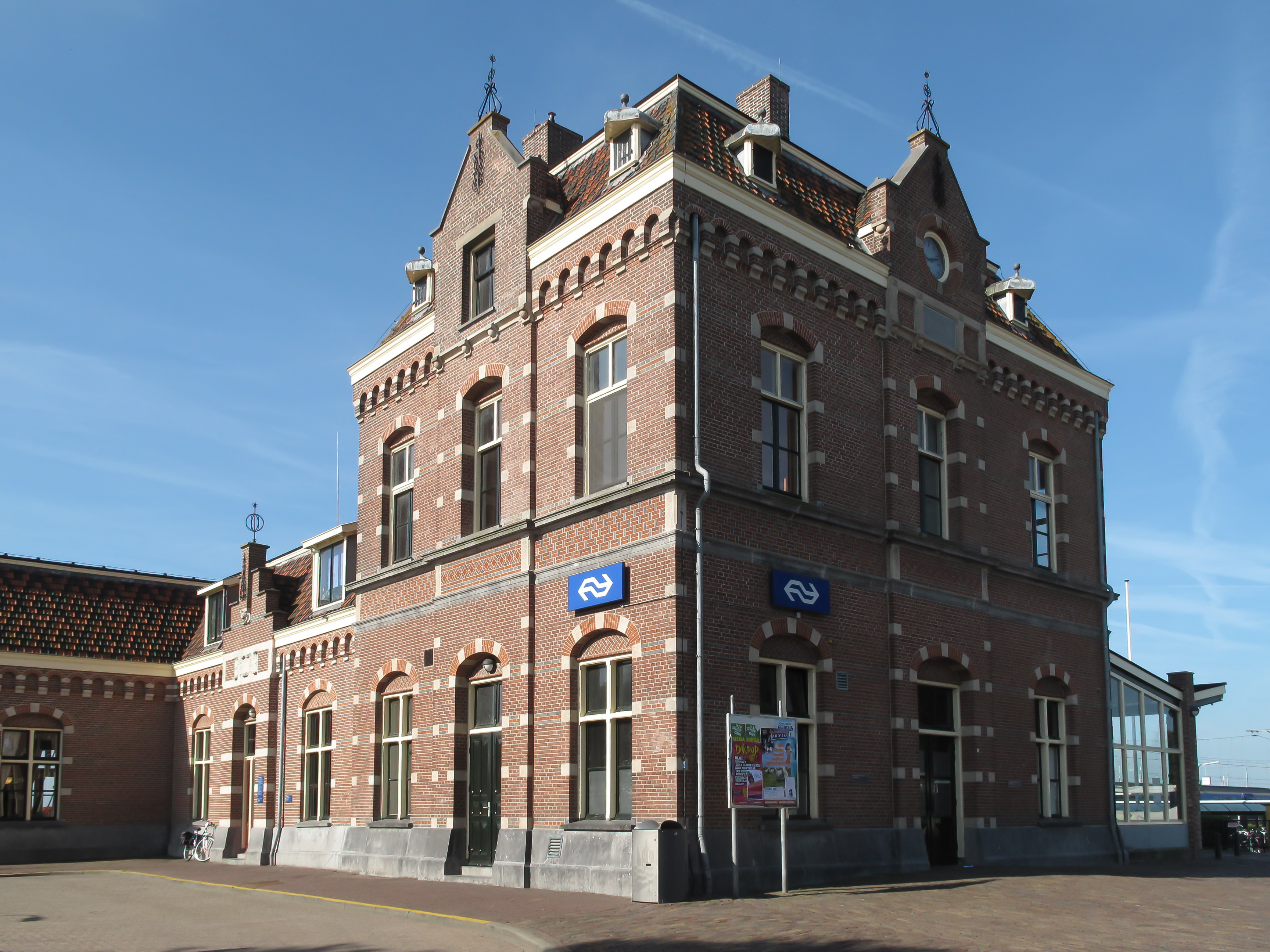
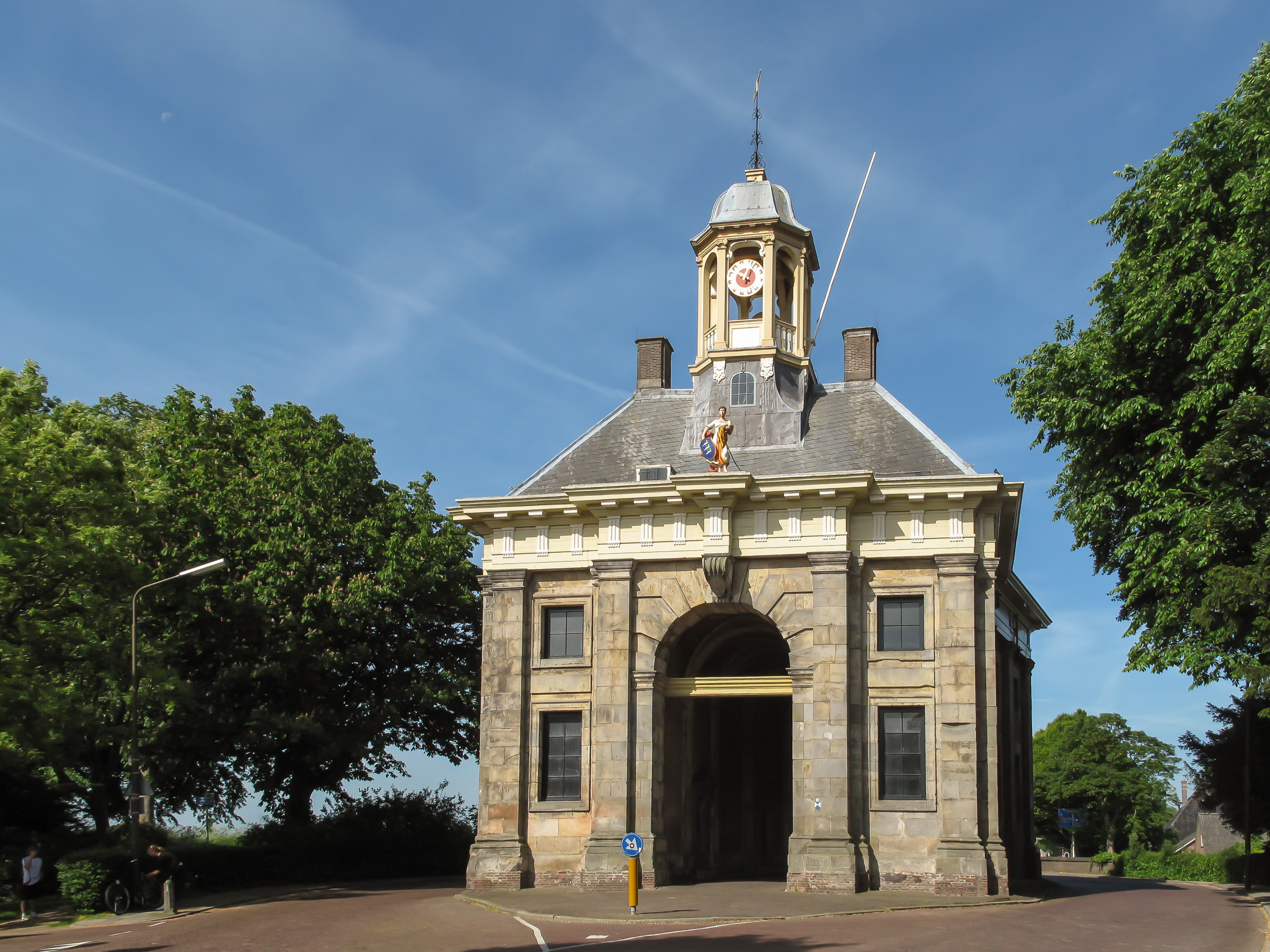
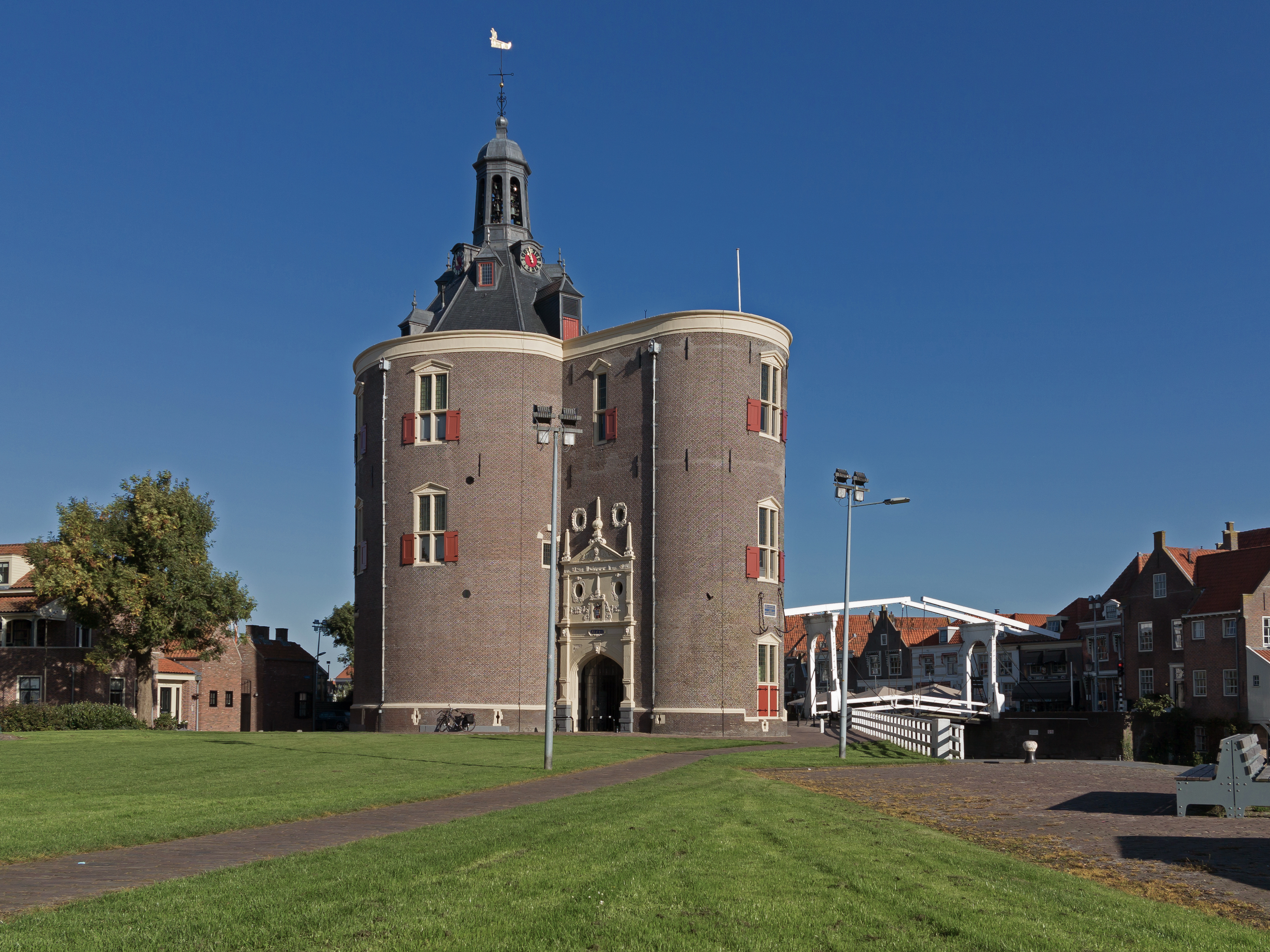
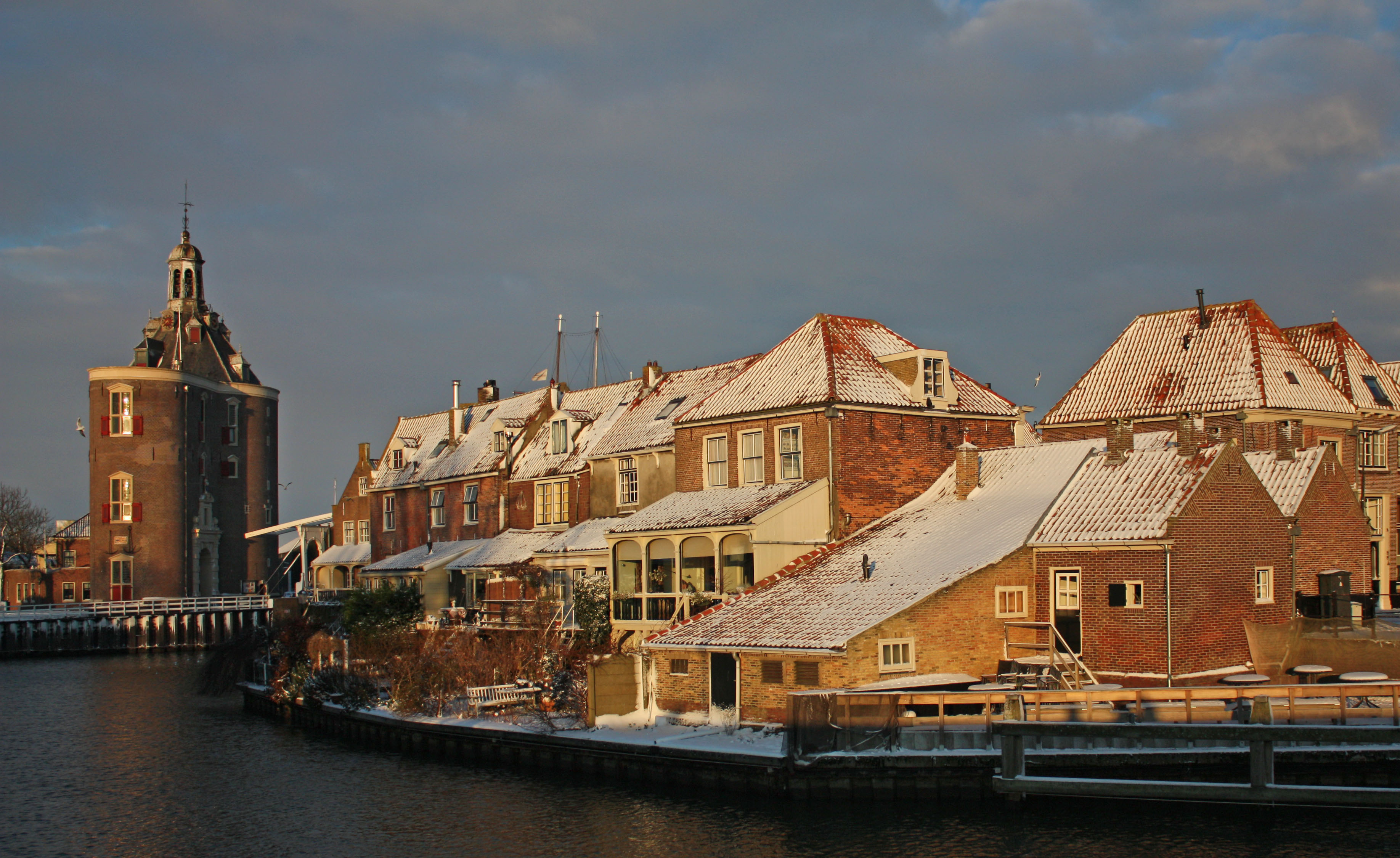
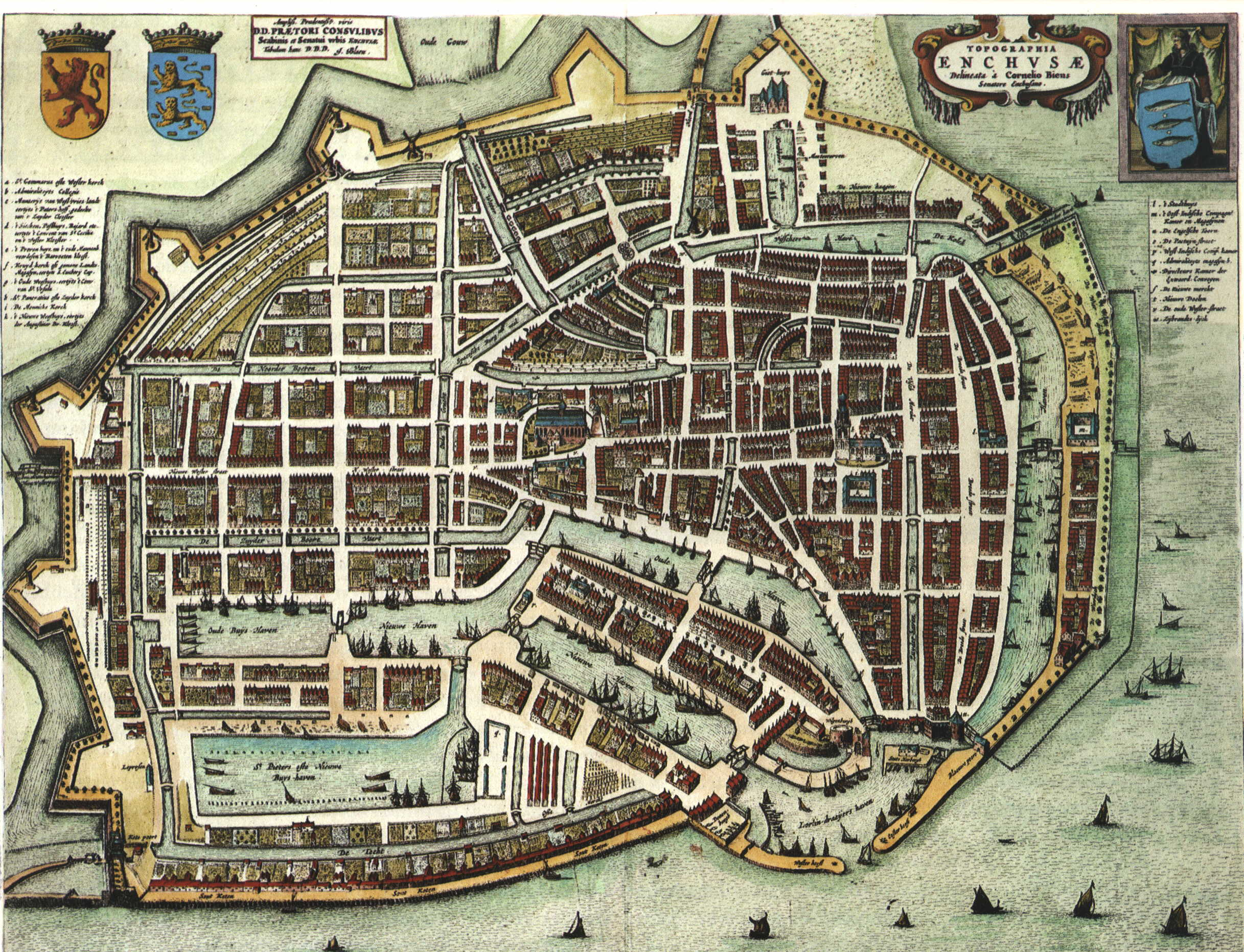